# Cratere Gulliver
Gulliver è un cratere sulla superficie di Fobos.